# Grand Lake St. Marys
Grand Lake St. Marys is een kunstmatig meer in de counties Mercer County en Auglaize County in Ohio, Verenigde Staten. Het meer, genoemd naar de nabijgelegen plaats St. Marys, werd in 1837 als reservoir voor het Miami-Erie-kanaal aangelegd en was destijds met een oppervlakte van 54 km² het grootste door de mens aangelegde meer.
Het gebied is beschermd als staatspark: het Grand Lake St. Marys State Park.